# カステルヌオーヴォ・ディ・コンツァ
カステルヌオーヴォ・ディ・コンツァ（伊: Castelnuovo di Conza）は、イタリア共和国カンパニア州サレルノ県にある、人口約600人の基礎自治体（コムーネ）。

## 地理

### 位置・広がり

#### 隣接コムーネ
隣接するコムーネは以下の通り。括弧内のAVはアヴェッリーノ県、PZはポテンツァ県所属を示す。
- カポゼーレ (AV)
- コンツァ・デッラ・カンパーニア (AV)
- ラヴィアーノ
- ペスコパガーノ (PZ)
- サントメンナ